# Michail Porečenkov
Michail Jevgeňjevič Porečenkov (rusky Михаил Евге́ньевич Поре́ченков, * 2. března 1969 Leningrad) je ruský filmový herec a režisér. Hrál mimo jiné hlavní roli ve filmu Den D z roku 2008, který také režíroval (jedná se o ruské přepracování amerického filmu Komando z roku 1986). Také hrál v úspěšném válečném filmu 9. rota z roku 2005.
V době války na východní Ukrajině v říjnu 2014 byl Michail Porečenkov natočen, jak střílí na doněckém letišti z kulometu oblečen do neprůstřelné vesty a přilby s nápisem „PRESS“, tedy jako novinář. Podle něj šlo o inscenované záběry se slepými náboji, nicméně Služba bezpečnosti Ukrajiny jej obvinila z napomáhání teroristům a k zneužití „novinářské“ přilby se vyjádřila velmi kriticky i Dunja Mijatovićová z Organizace pro bezpečnost a spolupráci v Evropě.